# Die Frau, die im Wald verschwand
Die Frau, die im Wald verschwand ist ein deutscher Fernsehfilm von Oliver Storz aus dem Jahr 2009, der während der Zeit des Wirtschaftswunders in der süddeutschen Provinz spielt.

## Handlung
Dr. Gerd und Katharina Vorweg sind das Vorzeigepaar der schwäbischen Kreisstadt Großgeldern. Als im Herbst 1956 die Frau des Oberbürgermeisters jedoch eines Abends spurlos verschwindet, ist Vorweg zutiefst beunruhigt, hatte seine Frau ihm kurz zuvor bei einem offiziellen Termin noch ein „Danke für alles“ zugeflüstert. Vom nahegelegenen Knochenwald, einem noch aus Kriegszeiten verminten, notdürftig abgesperrten Gelände, in dessen Nähe die Frau zuletzt mit ihrem Motorroller gesehen worden war, wird am gleichen Abend die Detonation eines Sprengkörpers gemeldet. Da eine Suche und Spurensicherung auf dem Gebiet aufgrund der zahllosen verstreut liegenden Minen und Blindgänger unmöglich ist, bleibt das Schicksal der Frau zunächst ungeklärt. Als aber ein Fetzen ihres Mantels an einer der Einzäunungen des Sperrgebiets entdeckt wird, erhärtet sich der Verdacht, dass Katharina Vorweg bei der Explosion ums Leben gekommen ist.
Wochen später wird Vorweg abends von Klavierspiel geweckt und findet in seinem Wohnzimmer einen alten Bekannten aus Kriegstagen vor, der sich Zutritt ins Haus verschafft hat. Der Hausherr zeigt sich freudig überrascht, doch Wiedersehensfreude will bei seinem Gegenüber nicht recht aufkommen – der Mann hat eine Pistole bei sich. Anders als Vorweg, der eine steile Karriere als Lokalpolitiker mit eigener Villa und Schwimmbad gemacht hat, hat Horst Karg nach Kriegsende nie in ein bürgerliches Leben zurückgefunden. Nachdem er gegen Kriegsende desertiert war, jedoch aufgegriffen und angesichts der drohenden Niederlage in einem Strafkommando zur Minenentschärfung eingesetzt worden war, nutzte er eine Explosion, bei der zwei Kameraden ums Leben kamen, um unterzutauchen. Ohne gültige Papiere schloss er sich schließlich der Fremdenlegion an und versuchte sich später, nunmehr französischer Staatsbürger, als Kneipier. Die Kriegserlebnisse haben ihn nie losgelassen, seit er mit ansehen musste, wie Angehörige seiner Einheit wehrlose US-Soldaten erschossen haben. Obwohl selbst unbeteiligt, wagte Karg bei Kriegsende daher nicht, sich in amerikanische Kriegsgefangenschaft zu begeben, da er fürchtete, wegen des Kriegsverbrechens seiner Einheit angeklagt zu werden. Nun macht er Vorweg, der während des Zweiten Weltkrieges als Lazarettarzt tätig war und ihn damals trotz Verwundung und Traumatisierung nicht kriegsuntauglich geschrieben hatte, für seine gescheiterte Existenz verantwortlich. Vorweg wehrt dessen Vorhaltungen vehement ab, doch Karg hätte selbst den Verlust eines Körperteils durch Amputation einem neuerlichen Fronteinsatz vorgezogen.
In Rückblenden erzählt der Film, wie Karg Monate zuvor – wie er sagt – zunächst nur aus Neugier nach Großgeldern gekommen war und durch Zufall die Bekanntschaft von Katharina Vorweg macht. Beide werden kurz darauf ein Liebespaar. Auch Katharina leidet nach der Flucht vor der Roten Armee, bei der ihre Eltern ums Leben kamen, noch immer unter Panikattacken, die sie aus Furcht vor Gerede nur heimlich bei einem jüdischen Arzt im Ort behandeln lassen kann. Außerdem wird angedeutet, dass sie – mit Wissen ihres Mannes – wiederholt den Unternehmer Dr. Rohleder privat aufgesucht hat, als die Ansiedlung eines Textilbetriebes am Ort zu scheitern drohte, was Vorwegs wirtschaftlichen Ruin bedeutet hätte. Die in ihrer Ehe unglückliche Katharina und der entwurzelte Karg träumen bei ihren heimlichen Treffen auf dem Waldgelände von einer gemeinsamen Zukunft. Doch kann sich Katharina von ihrem Mann, der sie einst krank und abgemagert aus einem Flüchtlingslager bei sich aufgenommen hatte, nicht einfach trennen oder scheiden lassen, ohne dass dessen gesellschaftliches Ansehen und seine politische Karriere Schaden nehmen würden. Daher schmieden sie den Plan, ihren Tod durch einen Unglücksfall im Knochenwald vorzutäuschen. Dazu entschärfen Karg und ein französischer Bekannter zunächst einen Blindgänger, um ihn danach entsprechend zu präparieren und zu markieren. Katharina sollte, so der Plan, danach von dem Freund weggebracht werden, während Karg mögliche verräterische Spuren beseitigen wollte.
Karg teilt Vorweg nun jedoch mit, dass Katharina dabei vom Weg abgekommen sein muss und durch eine Tretmine den Tod gefunden habe. Vorweg ist fassungslos, auch ob der Kaltschnäuzigkeit, mit der Karg ihm all dies berichtet. Plötzlich steht Katharina in dem nächtlichen Wohnzimmer vor den beiden Männern. Sie eröffnet ihnen, dass sie weder zu ihrem Mann zurückkehren, noch mit ihrem Geliebten ein neues Leben beginnen werde, da Karg offensichtlich noch eine Rechnung mit ihrem Mann offen hatte und sie, Katharina, zu diesem Zweck instrumentalisierte. Von nun an werde sie ihren eigenen Weg gehen. Karg versucht verzweifelt, sie umzustimmen. Als Katharina alleine davonfährt, erschießt sich Karg im Schuppen auf dem Grundstück. Vorweg kehrt in seinen beruflichen Alltag zurück, beginnt nach einer Weile eine Beziehung mit seiner Sekretärin und wird schließlich vom Bundespräsidenten für seine Verdienste um die aufstrebende Region mit einer Auszeichnung bedacht. Der Film endet mit einem strahlenden, optimistisch in die Kamera blickenden Vorweg, der dem Zuschauer demonstrativ zuprostet.

## Hintergrund
Die Dreharbeiten fanden im niedersächsischen Gifhorn, sowie in Leutkirch im Allgäu, Schwäbisch Gmünd, Stuttgart und Schwäbisch Hall, wo Regisseur und Drehbuchautor Oliver Storz aufwuchs, statt. Der Film, der bereits 2007 entstand, wurde erstmals am 29. April 2009 im Ersten anlässlich von Storz’ 80. Geburtstag ausgestrahlt.
Die Hauptdarsteller Karoline Eichhorn, Stefan Kurt und Matthias Brandt wirkten bereits in Storz’ vorheriger Regiearbeit Drei Schwestern made in Germany (2006) mit. Eichhorn und Kurt standen zuvor schon 1998 in Gegen Ende der Nacht unter dessen Regie gemeinsam vor der Kamera.

## Kritik
„Ein schonungsloser Blick auf das Wirtschaftswunder-Deutschland und seine Verdrängungsmentalität als düsteres, in etlichen Rückblenden entwickeltes (Fernseh-)Drama, das insgesamt aber eher im zeitpolitischen Kommentar stecken bleibt und als gesellschaftliches Panorama zu stereotyp gerät.“